# Palnia loebli
Palnia loebli är en skalbaggsart som beskrevs av Zdzisława Stebnicka 1985. Palnia loebli ingår i släktet Palnia och familjen Aulonocnemidae. Inga underarter finns listade i Catalogue of Life.